# Nguyễn Phúc Bửu Tán
Nguyễn Phúc Bửu Tán (chữ Hán: 阮福寶巑; 1882 – 8 tháng 5 năm 1941), thường được gọi là Ông Hoàng Chín, tước phong Tuyên Hóa vương (宣化王), là một hoàng tử con vua Dục Đức nhà Nguyễn trong lịch sử Việt Nam.

## Tiểu sử
Hoàng tử Bửu Tán là con trai thứ 9 của vua Dục Đức, mẹ là Từ Minh Hoàng hậu Phan Thị Điều. Bửu Tán là em ruột cùng mẹ với vua Thành Thái, hoàng tử thứ 7 của Dục Đức. Khi vua Dục Đức bị phế, các hoàng tử con ông phải theo mẹ về quê. Đến khi vua Thành Thái lên ngôi mới cho đón mẹ và các hoàng đệ vào cung.
Năm Thành Thái thứ 9 (1897), tháng 11 (âm lịch), vua ngự giá Nam tuần, cả 3 hoàng đệ là Bửu Thiện (tức Bửu Tán), Bửu Kiêm, Bửu Lũy đều được theo hầu.
Tháng 8 (âm lịch), Thành Thái năm thứ 12 (1900), Bửu Tán được vua anh phong làm Tuyên Hóa Quận công (宣化郡公), chuẩn cho trích của công 4000 quan tiền để xây dựng phủ đệ cho ông. Cũng trong năm đó, quận công Bửu Thiện cưới bà Nguyễn Thị Đình làm chánh thất, là con gái thứ của Diên Lộc Quận công Nguyễn Thân, được vua ban cho các vật phẩm và 5000 đồng.
Tháng 11 (âm lịch), Thành Thái năm thứ 15 (1903), công chúa Dĩ Hy triều trước (con gái vua Đồng Khánh) lấy chồng là Trung quân Đô thống Nguyễn Hữu Tiễn, con trai thứ của Đông Các Đại học sĩ Nguyễn Hữu Thảng, quận công Bửu Tán được cử làm chủ hôn.
Tháng 12 (âm lịch) cùng năm, vua cho Thượng thư bộ Lễ Ngô Đình Khả ngày ngày tới phủ đệ của quận công Bửu Tán và hoàng đệ Bửu Kiêm để dạy hai ông tiếng Tây.
Năm thứ 16 (1904), tháng giêng, vua Thành Thái cho mở trường Tôn học dạy chữ quốc ngữ và tiếng Tây cho các công tử công tôn, sai quận công Bửu Tán kiêm quản Tôn học, soạn quy chế chương trình tâu lên để thi hành (đặt 2 Trợ giáo, 5 Giáo học, 10 Thừa biện). Cũng trong năm đó, ông được gia phong làm Tuyên Hóa công (宣化公).
Tháng 10 (âm lịch) năm thứ 17 (1905), An Thành Quận vương Miên Lịch (hoàng tử út của vua Minh Mạng) ở phủ Tôn nhân dâng sớ nói rằng, các quan phần nhiều vì già yếu, từ chức nên sợ việc phủ bề bộn, khó lo chu toàn, mới xin cho Tuyên Hóa công Bửu Tán kiêm nhiếp việc ở phủ Tôn nhân. Vua tuy ưng thuận lời tâu nhưng lại không làm.
Tháng 3 (âm lịch) năm thứ 18 (1906), vua ngự giá Bắc tuần yết bái Nguyên miếu (miếu thờ Triệu Tổ Nguyễn Kim) ở Thanh Hóa, hai hoàng đệ là Tuyên Hóa công Bửu Tán và Hưng Nhân Quốc công Bửu Kiêm đều sung Hộ giá thân thần. Tháng 8 (âm lịch) năm đó, hai ông Bửu Tán và Bửu Kiêm được Pháp tặng cho mỗi người một tấm Bắc Đẩu bội tinh hạng Năm.
Năm 1907, vua Thành Thái thoái vị nhường ngôi cho con trai là hoàng tử Vĩnh San, tức vua Duy Tân. Khâm sứ đại thần Levecque cho rằng, Tuyên Hóa công Bửu Tán lanh lợi khôn khéo, nhiều mưu kế, lưu lại ở kinh sợ sinh chuyện, đã trình với Toàn quyền Đông Dương cho ông Bửu Tán được phép chọn nơi ở mới tại một trong ba tỉnh Khánh Hòa, Ninh Thuận, Bình Thuận. Bửu Tán xin được tới Nha Trang, bèn do phủ Phụ chính tâu lên, chuẩn cho ông và gia quyến tất cả 10 người dời tới dinh Án sát tỉnh Khánh Hòa (quan Bố chính Khánh Hòa trước đã dời qua ở dinh Tổng đốc, quan Án sát tỉnh đó chuyển qua ở dinh Bố chính, còn dinh Án sát bỏ trống nên cho gia đình Bửu Tán trú ngụ).
Gia đình ông Bửu Tán bị buộc phải rời Huế đến sống ở Nha Trang. Năm Duy Tân thứ 2 (1908), Bửu Tán xin về kinh nhưng không được Khâm sứ đại thần ở tỉnh Khánh Hòa cho phép. Tháng 8 (âm lịch) năm Duy Tân thứ 3 (1909), nhân ngày giỗ kỵ của vua Dục Đức, Bửu Tán lại xin về kinh chiêm bái thì được chấp thuận. Tháng 3 (âm lịch) năm thứ 4, chuẩn cho Tuyên Hóa công Bửu Tán được hồi kinh.
Tháng 3 công lịch năm Bảo Đại thứ 16 (1941), Bửu Tán được tấn phong làm Tuyên Hóa Quận vương (宣化郡王). Cùng năm đó, ngày 8 tháng 5, quận vương Bửu Tán qua đời, thọ 60 tuổi, được truy phong làm Tuyên Hóa vương (宣化王), thụy là Đoan Cung (端恭). Tẩm mộ của ông hiện tọa lạc tại phường An Cựu, thành phố Huế.
Phủ đệ của Tuyên Hóa vương tọa lạc tại số 32, Trần Hưng Đạo, phường Đông Ba, Huế, hiện đang trong tình trạng xuống cấp. Tuyên Hóa vương Bửu Tán không lựa chọn kiến trúc nhà rường truyền thống mà đã chọn kiểu kiến trúc Pháp để xây dựng phủ đệ cho mình. Đây là một trong những công trình kiến trúc đầu tiên ở Huế mang phong cách kết hợp hài hòa giữa hai nền mỹ thuật Đông - Tây.
Tuyên Hóa vương Bửu Tán nổi tiếng với những đóng góp của ông trong nghệ thuật tuồng Huế, ca Huế. Một người con trai của ông là Vĩnh Phan, tập phong Đình hầu, được biết đến là một danh cầm tuyệt kỹ, nổi tiếng trong lĩnh vực âm nhạc dân tộc. Vợ của công tử Vĩnh Phan là bà Bích Liễu, một giọng ca chầu văn nổi tiếng trong cung đình Huế lúc bấy giờ. Hai ông bà sinh được hai người con trai, đều là những nhạc sĩ nổi tiếng của Việt Nam, là Bảo Chấn và Bảo Phúc.